# Udyahorresnet
| w | DA | G5 | M24 | n · t · pr |

| w | DA | G5 | M24 | n · t · pr |

Udyahorresnet o Udjahorresnet fue un alto oficial del Antiguo Egipto que vivió entre finales de la dinastía XXVI y principios de la XXVII. Se le conoce principalmente por sus esfuerzos en la promoción de las costumbres egipcias ante los primeros reyes aqueménidas de la dinastía XXVII.
Conocemos su notable y controvertida carrera gracias a su autobiografía, inscrita en una conocida estatua que lo representa; la estatua, comúnmente llamada Naóforo vaticano (en italiano: "Naos-portador del Vaticano") estaba situada originalmente en el templo de Neit en Sais probablemente en el año 3 de Darío I (c. 519 a. C.) y ahora se expone en el interior de los Museos Vaticanos (más concretamente en el Museo Gregoriano Egipcio) de Roma.

## Biografía
Al principio de su carrera, durante los reinados de los faraones Amosis II y Psamético III, Udyahorresnet fue comandante de barcos (almirante), médico y sacerdote de Neit en Sais. Probablemente fue comandante de la flota egipcia bajo Amosis II, ya que uno de sus títulos en la inscripción de su estatua es "Comandante de la flota del rey". Según la citada inscripción, tenía el título de:

"Jefe de la Marina Real bajo el rey del Alto y Bajo Egipto Amosis, Jefe de la Marina Real bajo el rey del Alto y Bajo Egipto Psamético."
 - Inscripción de la estatua de Udyahorresnet (fragmento).

Tras la derrota en Pelusio en 525 a. C. y la posterior conquista de Egipto por Cambises II, fue finalmente relevado de sus funciones militares.
Sin embargo, su influencia creció inesperadamente bajo el reinado de los reyes extranjeros, Cambises y su sucesor Darío I. Al parecer, Udyahorresnet se convirtió en una especie de colaboracionista de los persas, logrando entrar en la corte real como canciller y médico jefe, además de ostentar los títulos de portador del sello real, único compañero del faraón, verdadero amado amigo del rey, inspector de los escribas del consejo, escriba principal del gran salón exterior, administrador del palacio, y supervisor de los buques reales (kbnwt). Por su estatua, se sabe que utilizó su influencia para que Cambises reconociera y respetara las costumbres egipcias.
Aculturado por Udyahorresnet, el faraón rindió homenaje a la diosa Neit en Sais, no sin antes haber expulsado a numerosos ocupantes ilegales persas que se habían instalado en el interior del templo. El propio Udyahorresnet compuso el titulario faraónico de Cambises, llamándole el Horus Smatawy ("El que unifica las Dos Tierras") y el Rey del Alto y Bajo Egipto Mesutire ("Descendiente de Ra"). Esta opinión de que Udyahorresnet (y otros cortesanos del Egipto aqueménida) fueran "colaboradores" y la interpretación de su inscripción han sido cuestionadas recientemente por H. P. Colburn como una idea errónea, resultante de la noción preconcebida de los estudiosos anteriores de que el gobierno aqueménida en Egipto era malicioso. De hecho, las evidencias arqueológicas sugieren que Udyahorresnet fue venerado tras su muerte durante algún tiempo, por al menos una parte de la población egipcia.
Tras la muerte de Cambises (522 a. C.), la misión de Udyahorresnet continuó con Darío I. De hecho, llegó a escoltar a Darío en su regreso a Susa y, antes de volver a Egipto, persuadió al nuevo faraón para que le confiara la restauración del Per Anj ("Casa de la Vida"), una institución educativa y cultural muy conocida en el Antiguo Egipto.
Udyahorresnet murió probablemente durante el reinado de Darío. Su enorme tumba de pozo en Abusir fue excavada entre 1980 y 1993, y se encontró que había sido saqueada en la antigüedad. Aún es objeto de debate si Udyahorresnet fue realmente enterrado aquí o no. De no ser así, es posible que muriera y fuera enterrado en Persia y no en Egipto.